# Francis Needham, 3. Earl of Kilmorey

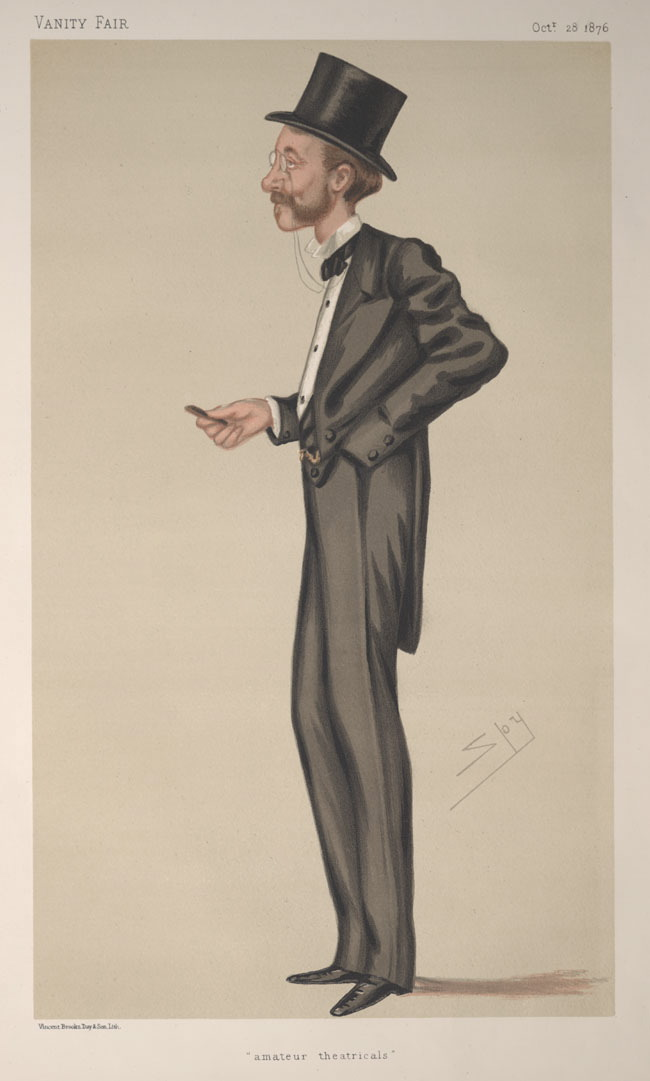
Francis Charles Needham, Karikatur in der Vanity Fair, 1876

Francis Charles Needham, 3. Earl of Kilmorey KP (* 2. August 1842; † 28. Juli 1915) war ein irisch-britischer Peer und Politiker. 
Kilmorey war der älteste Sohn des Francis Needham, Viscount Newry and Mourne (1815–1851), Sohn des Francis Needham, 2. Earl of Kilmorey (1787–1880). Seine Mutter war Anne Amelia Colville († 1900), Tochter von General Sir Charles Colville (1770–1843). Da sein Vater bereits 1851 gestorben war, führte er als Heir apparent seines Großvaters ab 1851 den Höflichkeitstitel Viscount Newry and Mourne.
Er besuchte das Eton College und schloss 1867 sein Studium am Christ Church College der Universität Oxford als Master of Arts ab. Er diente von 1868 bis 1880 bei der South Down Militia und stieg in den Rang eines Captain auf.
1871 hatte er das Amt des High Sheriff des County Down inne. Im selben Jahr wurde er als Abgeordneter der Conservative Party für den Wahlkreis Newry ins britische House of Commons gewählt. Er hatte dieses Mandat bis 1874 inne.
Beim Tod seines Großvaters erbte er 1880 dessen Adelstitel als 3. Earl of Kilmorey. Mit diesen  war nicht automatisch ein Parlamentssitz verbunden, aber bereits im folgenden Jahr wurde er auf Lebenszeit als irischer Representative Peer ins britische House of Lords gewählt. 1890 wurde er zum Knight Companion des Order of Saint Patrick geschlagen.
Von 1889 bis 1896 war er Lieutenant-Colonel der Shropshire Imperial Yeomanry und wurde anlässlich seines Ausscheidens aus dem Militärdienst 1897 zum Honorary Colonel dieser Einheit befördert.
Lord Kilmorey heiratete 1881 Ellen Constance Baldock, Tochter des Unterhausabgeordneten Edward Holmes Baldock (1812–1875). Er starb im Juli 1915 im Alter von 72 Jahren; seine Frau starb 1920. Er hinterließ drei Kinder:
- Francis Charles Adelbert Henry Needham, 4. Earl of Kilmorey (1883–1961);
- Hon. Francis Edward Needham (1886–1955);
- Lady Cynthia Almina Constance Mary Needham (1889–1947), ⚭ (1) George Child-Villiers, 8. Earl of Jersey (1873–1923), ⚭ (2) William Rodney Slessor († 1945).